# Tijan Jaiteh
Tijan Jaiteh (ur. 31 grudnia 1988 w Bwiam) – gambijski piłkarz występujący na pozycji pomocnika.

## Kariera klubowa
Jaiteh seniorską karierę rozpoczynał w 2005 roku w klubie Gambia Ports Authority. W 2006 roku zdobył z nim mistrzostwo Gambii. W 2007 roku trafił do norweskiego SK Brann. W Tippeligaen zadebiutował 12 maja 2007 roku w wygranym 3:2 pojedynku z Sandefjordem. W tym samym roku zdobył z zespołem mistrzostwo Norwegii. 25 maja 2008 roku w wygranym 2:1 spotkaniu z Vikingiem strzelił pierwszego gola w Tippeligaen.
W styczniu 2011 roku Jaiteh został wypożyczony do duńskiego Randers FC. W Superligaen pierwszy mecz zaliczył 13 marca 2011 roku przeciwko Esbjergowi (3:1). W Randers grał do końca sezonu 2010/2011.
W 2012 roku Jaiteh podpisał kontrakt z norweskim zespołem Sandefjord Fotball z 1. divisjon. Następnie grał w Sandnes Ulf, FC Koper, Kuopion Palloseura, Bene Jehuda Tel Awiw, Al-Markhiya SC i Partizani Tirana.

## Kariera reprezentacyjna
W 2007 roku Jaiteh był uczestnikiem Mistrzostw Świata U-20. W pierwszej reprezentacji Gambii zadebiutował 1 czerwca 2008 roku w zremisowanym 1:1 meczu eliminacji Mistrzostw Świata 2010 z Liberią. Od 2008 do 2018 rozegrał w kadrze narodowej 20 meczów i strzelił 1 gola.